# Veillonella parvula
Veillonella parvula es una especie de bacteria del género Veillonella. Es una parte normal de la flora oral pero puede estar asociada con enfermedades como periodontitis y caries dentales así como en diversas infecciones sistemáticas. También se ha aislado de mujeres con vaginosis bacteriana  y ha sido asociado con hipertensión arterial junto con Campylobacter rectus y Prevotella melaninogenica.

## Otras lecturas
- Mashima, I.; Nakazawa, F. (Agosto de 2014). «The influence of oral Veillonella species on biofilms formed by Streptococcus species». Anaerobe (en inglés) 28: 54-61. PMID 24862495. doi:10.1016/j.anaerobe.2014.05.003.